# Myriopholis yemenica
Myriopholis yemenica — вид змій родини струнких сліпунів (Leptotyphlopidae). Ендемік Ємену.

## Поширення і екологія
Myriopholis yemenica відомі за єдиним зразком, зібраним в Ємені. Більш детальної інформації щодо поширення і екології цього виду немає.